# Anton Tideman
Anton Tideman, född 2 september 1992, är en svensk fotbollsspelare.

## Karriär
Tideman började spela fotboll i Laholms FK som fyraåring. Han debuterade för a-laget som 16-åring i Division 2. Efter ytterligare två säsonger i Division 3 blev det en övergång till Halmstads BK inför 2011. Han var lagkapten i klubbens U21-lag under 2012.
I juli 2013 skrev Tideman på för IK Oddevold. I november 2013 skrev han på ett treårskontrakt för Ljungskile SK. I februari 2015 skrev han på ett ettårskontrakt för Varbergs BoIS.
I december 2015 värvades Tideman av Trelleborgs FF, där han skrev på ett tvåårskontrakt. Tideman gjorde debut för klubben i Superettan den 4 april 2016 mot IFK Värnamo (0–0). I november 2017 förlängde han sitt kontrakt i TFF med tre år. I januari 2021 förlängde Tideman sitt kontrakt med två år. Efter säsongen 2022 lämnade han klubben.

## Karriärstatistik
| Klubb              | Säsong             | Liga                          | Liga    | Liga | Svenska cupen | Svenska cupen | Övrigt  | Övrigt | Totalt  | Totalt |
| Klubb              | Säsong             | Division                      | Matcher | Mål  | Matcher       | Mål           | Matcher | Mål    | Matcher | Mål    |
| ------------------ | ------------------ | ----------------------------- | ------- | ---- | ------------- | ------------- | ------- | ------ | ------- | ------ |
| Laholms FK         | 2009               | Division 3 Sydvästra Götaland | 18      | 1    | 0             | 0             | —       | —      | 18      | 1      |
| Laholms FK         | 2010               | Division 3 Sydvästra Götaland | 21      | 2    | 0             | 0             | —       | —      | 21      | 2      |
| Laholms FK         | Totalt             | Totalt                        | 39      | 3    | 0             | 0             | —       | —      | 39      | 3      |
| Halmstads BK       | 2012               | Superettan                    | 0       | 0    | 0             | 0             | —       | —      | 0       | 0      |
| Halmstads BK       | 2013               | Allsvenskan                   | 0       | 0    | 1             | 0             | —       | —      | 1       | 0      |
| Halmstads BK       | Totalt             | Totalt                        | 0       | 0    | 1             | 0             | —       | —      | 1       | 0      |
| IK Oddevold        | 2013               | Division 1 Södra              | 11      | 0    | 0             | 0             | 2       | 0      | 13      | 0      |
| Ljungskile SK      | 2014               | Superettan                    | 11      | 0    | 4             | 0             | 1       | 0      | 16      | 0      |
| Varbergs BoIS      | 2015               | Superettan                    | 29      | 0    | 1             | 0             | —       | —      | 30      | 0      |
| Trelleborgs FF     | 2016               | Superettan                    | 27      | 0    | 0             | 0             | —       | —      | 27      | 0      |
| Trelleborgs FF     | 2017               | Superettan                    | 28      | 2    | 5             | 0             | 2       | 0      | 35      | 2      |
| Trelleborgs FF     | 2018               | Allsvenskan                   | 23      | 0    | 2             | 0             | —       | —      | 25      | 0      |
| Trelleborgs FF     | 2019               | Superettan                    | 27      | 0    | 1             | 0             | —       | —      | 28      | 0      |
| Trelleborgs FF     | 2020               | Superettan                    | 29      | 0    | 1             | 0             | 2       | 0      | 32      | 0      |
| Trelleborgs FF     | 2021               | Superettan                    | 12      | 0    | 2             | 0             | —       | —      | 14      | 0      |
| Trelleborgs FF     | 2022               | Superettan                    | 24      | 0    | 2             | 0             | —       | —      | 26      | 0      |
| Trelleborgs FF     | Totalt             | Totalt                        | 170     | 2    | 13            | 0             | 4       | 0      | 187     | 2      |
| Totalt i karriären | Totalt i karriären | Totalt i karriären            | 260     | 5    | 19            | 0             | 7       | 0      | 286     | 5      |

1. ↑  Uppflyttningskvalmatcher mot Varbergs BoIS.[14][15]
2. ↑  Uppflyttningskvalmatch mot Gefle IF.[16]
3. ↑  Uppflyttningskvalmatcher mot Jönköpings Södra.[17][18]
4. ↑  Nedflyttningskvalmatcher mot IF Brommapojkarna.[19][20]